# Хан Пијесак
Хан Пијесак је градско насеље и сједиште општине Хан Пијесак, која се налази у источном дијелу Републике Српске, БиХ. Налази се на развођу ријека Ступчанице и Жепе. Према прелиминарним подацима пописа становништва 2013. године, у насељеном мјесту Хан Пијесак укупно је пописано 1.820 лица.

## Географија
Хан Пијесак је окружен висовима: Великим Жепом 1.537 м, Јаворником 1.219 м, Студеном Гором 1.149 м и Трешњевцем 1.245 м. Овакав географски положај условио је здраву планинску климу. Сам Хан-Пијесак је на надморској висини од 1.100 м што га чини градом (насељем) са највећом надморском висином у РС. Бујне четинарске и листопадне шуме допринијеле су да ово мјесто постане позната климатска и ваздушна бања, јер по количини озона заузима једно од најзначајнијих мјеста у Европи.
Општина Хан-Пијесак налази се на магистралном путу који га повезује са центрима у Републици Српској, Федерацији БиХ и шире.
Општина Хан-Пијесак заузима површину од око 330 km². Има 25 насеља и 3.530 становника (према попису из 2013. године). Тренутно је број становника мањи од наведеног, али када се заврши процес повратка, који је веома интензивиран, достићи ће ниво утврђен наведеним пописом.
Општина Хан-Пијесак спада у брдско-планинска подручја са преко 1.000 метара надморске висине. Села су мала, расута између планина Јавора, Деветака и Жепа и врло су ријетко насељена. Ова општина по величини и броју становника спада у мале општине са 10,51 становника по једном километру квадратном.

### Клима
Преко овог простора крећу се и сударају поларне и суптропске ваздушне масе. Климатске одлике условљене су како великом надморском висином тако и географском ширином и континенталношћу. Најхладнији мјесец је јануар са средњом температуром -4,5 °C и фебруар -3,7 °C, а најтоплији мјесец је јул са 15,7 °C. Средња годишња температура веома је ниска и износи 6,5 °C. Што се тиче падавина зимски мјесеци су сиромашнији од љетних. Средња годишња количина падавина на подручју Хан-Пијеска износи око 1.085-1.433 мm³/m². Од укупног броја дана са падавинама 30% отпада на сњежне падавине a снијег се задржава преко 120 дана у години. Број вјетровитих дана преовладава над данима без вјетра. Најзаступљенији су сјеверац и јужни вјетар. Најјачи вјетрови су у фебруару и у априлу, а вјетровитост у великој мјери умањује влажност ваздуха.
Средња годишња облачност је 5,9 десетина, најоблачнији мјесец је децембар са 7,4 десетина.
Гледано у цјелини клима је субпланинска, одликује се дугим и сњежним зимама и кратким љетима и кратким вегетационим периодима. Карактеристично је да је јесен топлија од прољећа.
| Клима Хан Пијесак | Клима Хан Пијесак | Клима Хан Пијесак | Клима Хан Пијесак | Клима Хан Пијесак | Клима Хан Пијесак | Клима Хан Пијесак | Клима Хан Пијесак | Клима Хан Пијесак | Клима Хан Пијесак | Клима Хан Пијесак | Клима Хан Пијесак | Клима Хан Пијесак | Клима Хан Пијесак |
| Показатељ \ Месец | .Јан.             | .Феб.             | .Мар.             | .Апр.             | .Мај.             | .Јун.             | .Јул.             | .Авг.             | .Сеп.             | .Окт.             | .Нов.             | .Дец.             | .Год.             |
| --- | ----------------- | ----------------- | ----------------- | ----------------- | ----------------- | ----------------- | ----------------- | ----------------- | ----------------- | ----------------- | ----------------- | ----------------- | ----------------- |
| Апсолутни максимум, °C (°F) | 10 (50)           | 15 (59)           | 21,5 (70,7)       | 20 (68)           | 27,2 (81)         | 30,5 (86,9)       | 30,5 (86,9)       | 30,5 (86,9)       | 30,5 (86,9)       | 23 (73)           | 16,8 (62,2)       | 14 (57)           | 30,5 (86,9)       |
| Апсолутни минимум, °C (°F) | −23 (−9)          | −26 (−15)         | −16 (3)           | −12 (10)          | −5 (23)           | 0 (32)            | 4 (39)            | 1 (34)            | −3 (27)           | −7,5 (18,5)       | −15,5 (4,1)       | −20 (−4)          | −26 (−15)         |
| Извор: Крсмановић; Сокановић; Косорић, Јово;Саво;Мирко (2011). Хан Пијесак : простор — вријеме — људи : монографија. Хан Пијесак., pp. 21-22 |                   |                   |                   |                   |                   |                   |                   |                   |                   |                   |                   |                   |                   |

## Историја

### Средњи вијек
Ово подручје је у 14. и 15. вијеку везано за град Борач и његове господаре Павловиће. Недалеко од Хан Пијеска налазио се Комић-Град, а западно од њега налазила се тврђава Пошијак саграђена крајем 11. вијека. Сматра се да је тврђава Пошијак изгубила функцију пaдом под Турке, а за град Комић се зна да је одмах по заузимању од стране Турака 1463. године срушен.

### Период турске владавине
Падом под Турке становништво је започело сеобе на југ у Херцеговину и Црну Гору. Послије Косовске битке и првих турских освајања у Босни, од 1415, такве су сеобе биле честе и у њима учествовала властела и маса народа", док су један дио становништва Турци одвели на силу са собом. Проводећи административну подјелу области које су ушле у састав Босанског санџака, Турци су се стриктно придржавали затеченог стања и подјеле тих области између њих, односно босанског краља и осталих крупних босанских феудалаца. Тако је и подручје општине у турским списима потпадало под "Нахија Павловића" или "Земља Павловића".
Романија и шире подручје су познати као колијевка хајдучије. О томе говоре и народне епске пјесме. Хајдуци су се појединачно почели јављати у 15. вијеку, а хајдучија се развила средином 17. и одржала се све до краја 19. вијека. Преко Романије су пролазили познати кириџијски путеви и кретало се становништво из различитих потреба. Положај Хан Пијеска био је идеалан за овај вид борбе, те су задње хајдучке чете у источној Босни управо биле из Хан Пијеска.
На старом караванском путу који је од Сарајева водио преко Романије било је на сваких десетак километара по један хан за одмор, конак и свратиште путника, војних и трговачких каравана. Један од ових ханова био је и Хан-Пијесак, око кога се доста касније формира истоимено насеље.
Евлија Челебија 1664. године на путу од Сарајева према Зворнику помиње на ханпјесачком простору неколико ханова око којих се касније формирају мања или већа насеља (Хан-Пијесак, Хан-Поглед, Хан-Мачковац, Хан-Ханић). Ова насеља била су највећа и најзначајнија. Подручје Хан-Пијеска се налазило на раскрсници пута који га је повезивао са Сребреницом и долином Дрине, други крај ове раскрснице водио је ка Власеници и Зворнику, а трећи је водио према Сокоцу, и преко Романије ка Сарајеву. Хан-Поглед је имао стратегијски значај у вријеме опште несигурности путника за вријеме владавине Турака, изложених нападима одметника. Од овог хана се шири поглед преко Бирча, према Мајевици, Дрини и Србији, те је због тога добио име Поглед.
Према вјеровању Хан-Пијесак је добио име по сталним жалбама мајстора градитеља хана — да им је лош пијесак за зидање. Других података у вези са именом овог насеља нема. Временом се на релативно широком простору између Сокоца и Власенице указала потреба за административним средиштем које би обухватало села којима су околна насеља градског типа била релативно далека.

### Аустроугарска окупација
Доласком Аустроугарске изграђена је и жељезничка пруга према Завидовићима, а затим и друм дуж старог караванског пута. Ово је увећало значај Хан-Пијеска па се постепено око некадашњег хана почело формирати и насеље радника-дрвосјеча које се први пут помиње 1895. године. До Првог свјетског рата овде такорећи није ни било насеља сем хана и неколико шумских барака на раскрсници пута Сарајево-Зворник. По завршетку рата Хан-Пијесак окупља и око себе привлачи села која су до тада била оријентисана ка околним насељима градског типа.
У вријеме када је Босна и Херцеговина била у саставу Аустроугарске, љепоту Хан Пијеска примијетили су царски службеници па су наложили да се детаљно проуче сви потенцијали овог планинског мјеста. Констатовано је да би чист ваздух, црногорична шума и озон пријао и самом цару Фрању Јосипу. Тада је предложено да се у Хан Пијеску изгради седамнаест елитних одмаралишта различите величине и садржаја али и царски љетњиковац.
Српске трупе ослободиле су Хан Пијесак 28. септембра 1914. године. У околини је погинуло много војника Шумадијске дивизије.

### Краљевина Југославија
Планове Аустроугарске за изградњу елитног насеља помео је Први свјетски рат, те су планови о изградњи царског комплекса дошли у посјед краљу Александру Карађорђевићу. Аустроугарски нацрти су послужили, те је тако 1919. године почела градња краљевог дворца који је убрзо завршен. Уз дворац су тада саграђени и други објекти у саставу овог комплекса, а међу њима и први тениски терени у Краљевини Југославији.
Резиденција краља Александра I Карађорђевића у Хан Пијеску, једина је краљевска резиденција у Босни и Херцеговини.
Тада је саграђена и црква којој је кумова краљ Александар лично. Заузет државничким обавезама, лично није присуствовао отварању цркве већ је послао свога изасланика сердара Јанка Вукотића. Краљу је додјељено и Дворско ловиште од 74 km².
Често је са породицом долазио у Хан Пијесак. Ту су поред краља, касније престолонаследника и њихове породице, долазили министри из владе, генерали и други достојанственици. Долазили су и разни државници. Примао је амбасадоре, изасланике. У дворцу су Карађорђевићи проводио вријеме, обављали државничке послове и одмарали се.
У Хан Пијеску је потписан и Видовдански Устав. Краљ је у резиденцији примио у посјету и Кемала Ататурка, турског реформатора, приликом посјете Краљевини Срба, Хрвата и Словенаца. Био је угошћен и премијер Турске Мустафа Исмет Инени, априла 1937. године. Одржаване су сједнице владе. До почетка рата премијер Стојадиновић је често боравио на Хан Пијеску. На јесен 1940. покренута је иницијатива да се подигне спомен црква-костурница за изгинуле 1914. и да се мјесто зове Краљевац.

### Други свјетски рат
За вријеме Другог свјетског рата апсолутна већина Ханпјешчана припадала је јединицама Југословенске војске у отаџбини. Те јединице су током већег дјела рата чувале Хан Пијесак и Романију, од усташких напада као слободну територију. Ратне 1941. и 1942. године командант Хан Пијеска и замјеник команданта Планинског четничког пука био резервни пјешадијски поручник Милан Радуловић, син војводе Аћима Бабића. Малобројне партизанске јединице дејствовале су у сагласју са четницима. Након размимоилажења локални четници и партизани избјегавали су међусобне конфликте и проливање крви.

## Привреда
Окосницу привреде Хан-Пијеска Чине:
ЈП Шумарство "Српске шуме" Републике Српске-Соколац, ШГ "Височник" Хан-Пијесак у чијем саставу егзистира и РЈ "Пољопривреда" будуће АД "Планина" Хан-Пијесак
Дрвнопрерађивачки капацитети су у оквиру АД "Планинско" Хан-Пијесак, гдје се врши примарна и финална прерада дрвета, а у његовом саставу су још и Транспорт и Угоститељство.
ШГ "Височник" Хан-Пијесак је у саставу јавног предузећа шумарства "Српске шуме" Републике Српске-Соколац. Ово шумско газдинство располаже комплексом од 20.000 хектара високоекономске шуме. Годишњи сјечиви етат овог правног субјекта је 110.000 m³ чамовог и буковог дрвног сортимента.
У оквиру шумског газдинства "Височник" Хан-Пијесак егзистира и РЈ "Лов и риболов". Нарочито се посвећује пажња овој привредној грани јер постоје идеални услови да се на површини од 32.450 хектара успјешно газдује са богатим фондом дивљачи. У ловишту се налазе:
медвједи, дивље свиње, зечеви, срне, а од пернате дивљачи кока љештарка.
Чисти водени токови богати су поточном и калифорнијском пастрмком, што омогућава развој риболова. Развијању ове привредне гране доприноси идеална надморска висина која се креће од 762 м до 1.537 м.
Радна јединица "Пољопривреда" је у саставу ШГ "Височник" Хан-Пијесак од 1998. године. У овој радној јединици у току је трансформација државног капитала у акционарско друштво АД "Планина" Хан-Пијесак и једно је од највећих пољопривредних добара према расположивим капацитетима који износе 2.385 хектара од чега је:
- Оранице 370 хектара или 15,5%
- Природне ливаде 360 хектара или 15%
- Пашњаци 1.655 хектара или 69,5%

Све ово погодује развоју приплодне стоке (овце и говеда).
Ратарска производња је оријентисана на производњу кабасте сточне хране (сијено, силажа, испаша), потребне за исхрану расположивог сточног фонда. Сточарска производња је основна привредна дјелатност овог субјекта и заступљена је кроз овчарство, говедарство и коњарство.
Садашње матично стадо оваца износи 1.100 грла оваца, 305 грла крава и коња 25 грла. Матично стадо оваца сачињавају ТРОПАСМИНСКИ КРИЖАНЦИ; РОМАНОВСКА; И ILE-DE-FRANCE пасмине.
Говедарска производња у овом правном субјекту је заступљена кроз узгој ХЕРЕФОРД чистокрвне пасмине.
Поменута пасмина искључиво се користи за производњу меса. Дојни период код телади траје 6 мјесеци. Женски подмладак се оставља за обнављање матичног стада, а минус варијанте се продају у категорији телади и јунади. Херефорд је енглеска пасмина названа по истоименој грофовији у Енглеској. Црвене боје са бијелом пругом од гребена преко главе, бијела ђердана, доњег дијела трупа. Гојазност јој је одлична. Краве су тешке 500-600 кг, а бикови 700-1.000 кг. квалитет меса је одличан. Рандман износи 60-70%.
Што се тиче приватног сектора он је у експанзији и свакога дана је све јачи и моћнији. Оснивају се нова предузећа и радње и осјетно се повећава број запослених у приватном сектору, тако да приватна иницијатива и приватизација државних предузећа представља перспективу развоја општине.

### Туризам
Пошто подручје општине Хан-Пијеска нема нити једног природног чиниоца који би ограничавао његов туристички простор, овај континентални дио омогућава развој више врста туристичког привређивања.
Ово је подручје морфолошки и климатски погодно за зимски туризам и зимске спортове, док планине представљају најснажније обиљежје туристичке понуде простора. Основне предуслове за развој боравишног и викенд туризма дају природне љепоте, клима, лов и риболов, културноисторијске вриједности, развој планинског и зимског туризма.
Од великог значаја за развој стационарног туризма има развој специфичног здравствено-климатског туризма- ваздушна бања.

## Култура
Народна Основна школа у Хан-Пијеску отворена је 1908. године на иницијативу Српског просвјетног друштва у Сарајеву. То је била прва школа на Романији. Почела је са радом са 45 ученика и први учитељи су били Стјепан Крстић и Крсто Савић. Школа није радила за вријеме Првог и Другог свјетског рата.
Године 1943. школа је запаљена.
Школа данас има 389 ученика распоређених у 18 одјељења, наставу изводи 24 наставника а укупно је запослено 35 радника.
У току последњег рата школа је остварила сарадњу са Грчком и атинском општином Вуле. Ова сарадња се и данас одржава.
Средња школа у Хан-Пијеску почела је са радом 1964. године као гимназија "Светозар Косорић". Данас у школи постоје гимназија, шумарска и саобраћајна школа.
Народна библиотека у Хан-Пијеску основана је 1923. године, руководилац библиотеке био је прота Љубомир Јакшић. Свој развојни пут наставила је од 1950. године. Више пута је новчано награђивана као најбоља библиотека сарајевског среза, а предани рад библиотекара Гроздана Георгијевског, добитника награде најбољи библиотекар 1961. године, носиоца Медаље заслуга за народ 1962. године, Анђе Симић, Сузане Голић и Станоја Голића, који су се несебично залагали у раду библиотеке био је препознат. Баштини традицију Народне читаонице и књижнице, Општенародне библиотеке и Народног универзитета. Библиотека има веома занимљиву прошлост, и одиграла је значајну улогу у образовању, васпитању и културном животу свих њених корисника и шире друштвене заједнице. Библиотека, од 2010. године носи име истакнутог књижевника Бранка Чучка.
Сваког марта у Хан Пијеску одржавају се Чучкови књижевни сусрети, које организује библиотека под покровитељством Министарства просвјете и културе Републике Српске и општина Хан Пијесак.
Центар за културу и спорт "Поглед" Хан-Пијесак основан је априла мјесеца 2001. године. Центар располаже са два објекта изузетне вриједности- кино двораном прилагођеном потребама мале сцене, капацитета 250 мјеста и спортском двораном прилагођеном за такмичења у малим спортовима.

## Спорт
Данас у Хан-Пијеску егзистира неколико спортских клубова који се са мањим или већим успјехом такмиче на више нивоа. Најуспјешнији међу њима су:
- Фудбалски клуб Хан Пијесак
- Теквондо клуб "Озон"
- Атлетски клуб "Височник"
- Одбојкашки клуб Хан-Пијесак

## Становништво
|             | 2013.          | 1991.          | 1981.          | 1971.          |
| Укупно      | 1 820 (100,0%) | 2 117 (100,0%) | 1 695 (100,0%) | 1 487 (100,0%) |
| Срби        | 1 808 (99,34%) | 1 873 (88,47%) | 1 413 (83,36%) | 1 326 (89,17%) |
| Хрвати      | 4 (0,220%)     | 3 (0,142%)     | 3 (0,177%)     | 4 (0,269%)     |
| Остали      | 4 (0,220%)     | 38 (1,795%)    | 9 (0,531%)     | 6 (0,403%)     |
| Југословени | 2 (0,110%)     | 55 (2,598%)    | 160 (9,440%)   | 3 (0,202%)     |
| Црногорци   | 1 (0,055%)     | –              | 17 (1,003%)    | 19 (1,278%)    |
| Словенци    | 1 (0,055%)     | –              | –              | 4 (0,269%)     |
| Бошњаци     | –              | 148 (6,991%)1  | 82 (4,838%)1   | 108 (7,263%)1  |
| Албанци     | –              | –              | 9 (0,531%)     | 11 (0,740%)    |
| Македонци   | –              | –              | 2 (0,118%)     | 6 (0,403%)     |

1. 1 На пописима од 1971. до 1991. Бошњаци су пописивани углавном као Муслимани.

## Познате личности
- Аћим Бабић, вођа устаника у источној Босни 1941. године и четнички војвода.
- Светозар Косорић, народни херој Југославије.
- Слободан Ђурић, српски глумац.
- Бранко Чучак, истакнути пјесник, авангарда савремене српске књижевности.
- Милан Радуловић, српски књижевник и писац, професор на Богословском факултету у Фочи и бивши министар вера Републике Србије (2004—2007).
- Зоран Боровина, пуковник Војске Републике Српске, Орден Карађорђеве звијезде I реда.
- Милорад Радуловић, командант мајор специјалних јединица полиције V одреда - Добој, ослободилац Дервенте, Орден Карађорђеве звијезде II реда.
- Љубомир Боровчанин, генерал-мајор Министарства унутрашњих послова Републике Српске, Орден Карађорђеве звијезде II реда.
- Родољуб Миловић, генерал полиције и некадашњи начелник Управе криминалистичке полиције (УКП) Србије.
- Милорад Голијан, српски теолог.
- Тошо Борковић, српски карикатуриста.
- Мирослав Пушоња, српски интелектуалац, доктор машинства, предавач и консултант за лидере у приватном и јавном сектору.
- Момир Тошић, српски политичар и интелектуалац, посланик прва три сазива.
- Миломир Савчић, генерал-мајор Војске Републике Српске.
- Аћим Тодоровић, српски пјесник, романописац и књижевни критичар.
- Саво Сокановић, генерал-потпуковник Војске Републике Српске.